# Halže
Halže (en allemand : Hals) est une commune du district de Tachov, dans la région de Plzeň, en République tchèque. Sa population s'élevait à 967 habitants en 2022.

## Géographie
Erpužice se trouve à 6 km au nord-ouest du centre de Tachov, à 59 km à l'ouest-nord-ouest de Plzeň et à 136 km à l'ouest-sud-ouest de Prague.
La commune est limitée par Chodský Újezd au nord, par Ctiboř à l'est, par Tachov et Obora au sud, et par l'Allemagne à l'ouest.

## Histoire
La première mention écrite du village date de 1479.

## Galerie

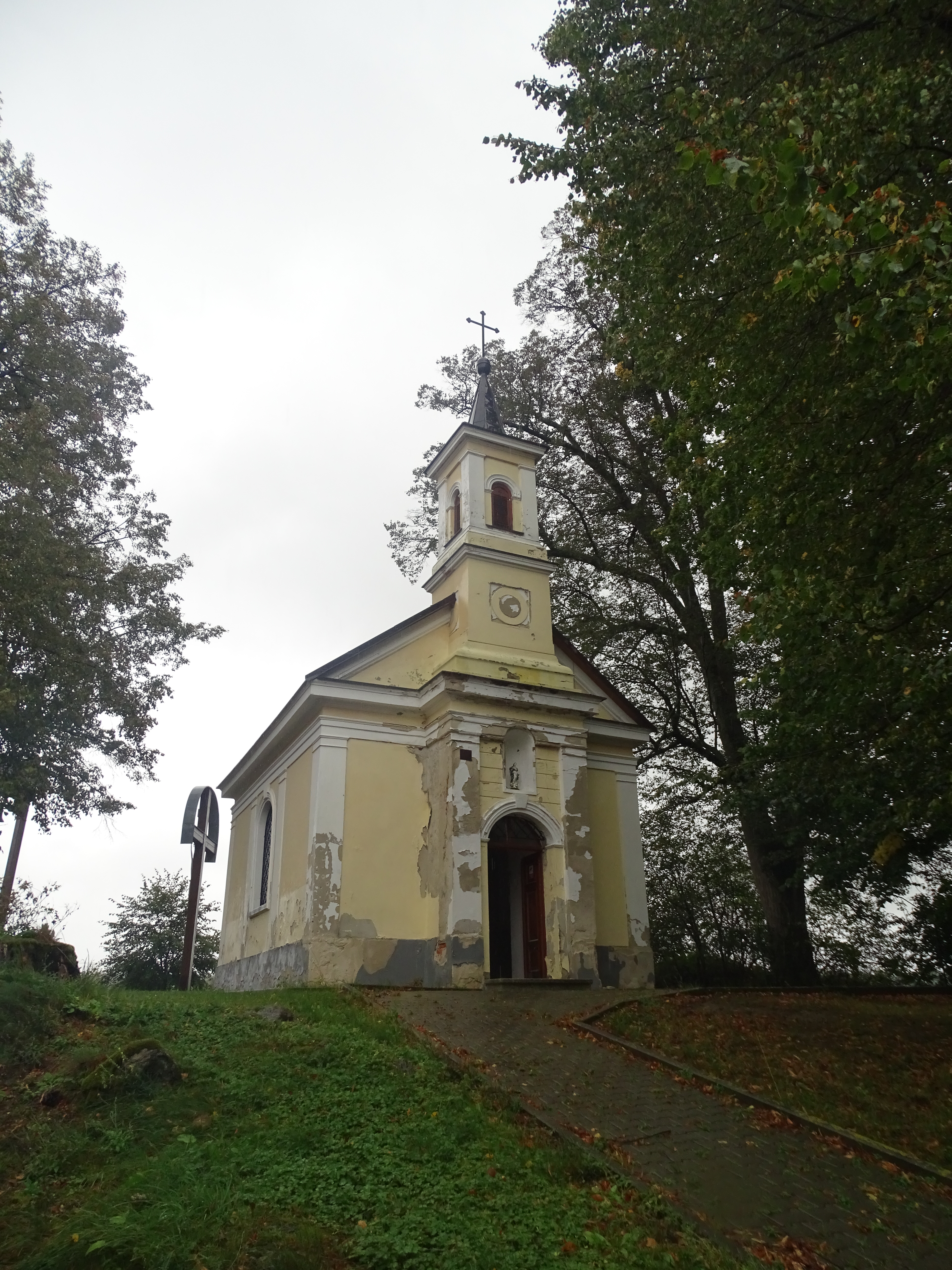
Chapelle Saint-Jean Népomucène.
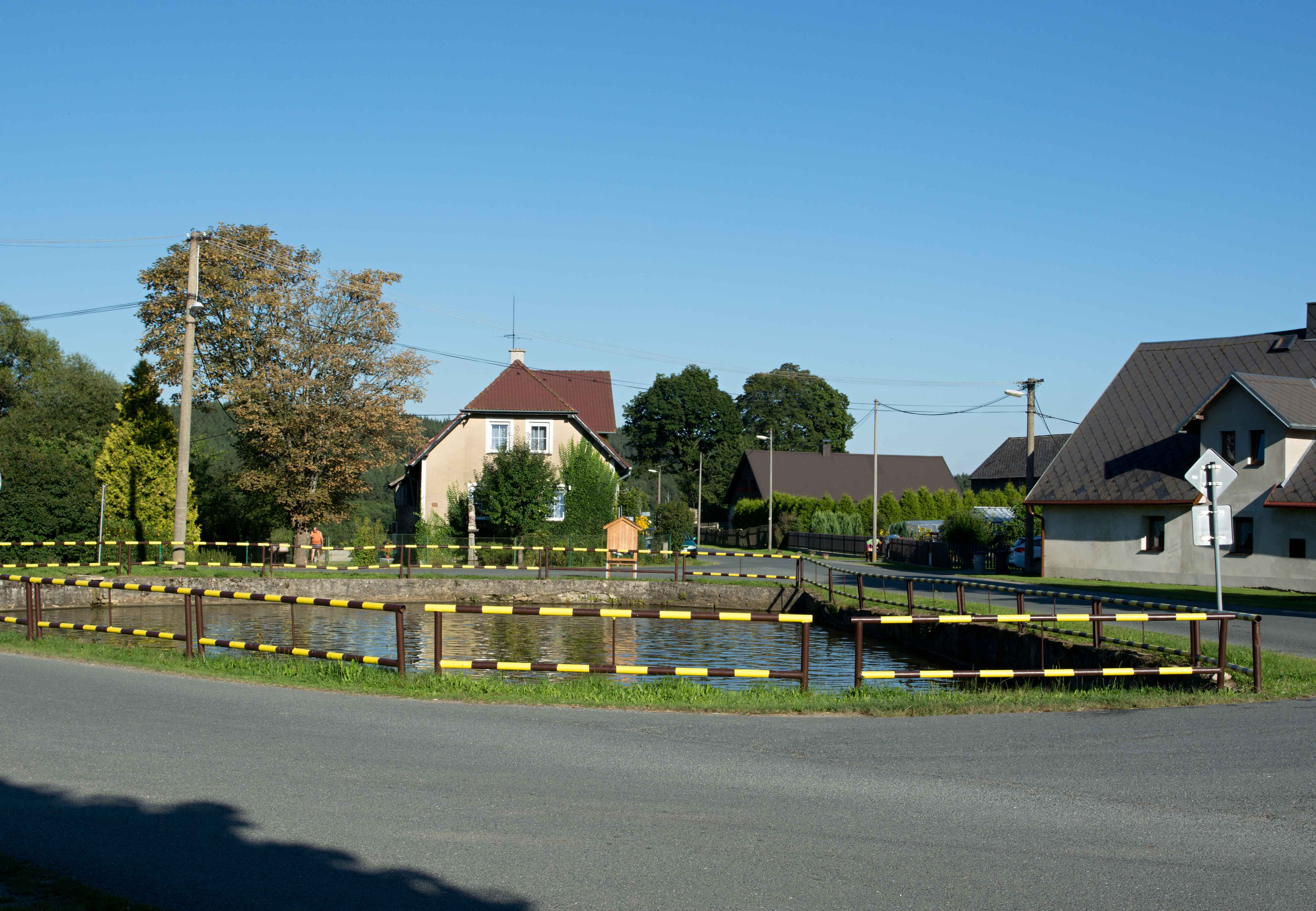
Svobodka.

## Tourisme
Halže est le point de départ d'excursions dans le site naturel Český les, à 10 km de la frontière avec l'Allemagne.

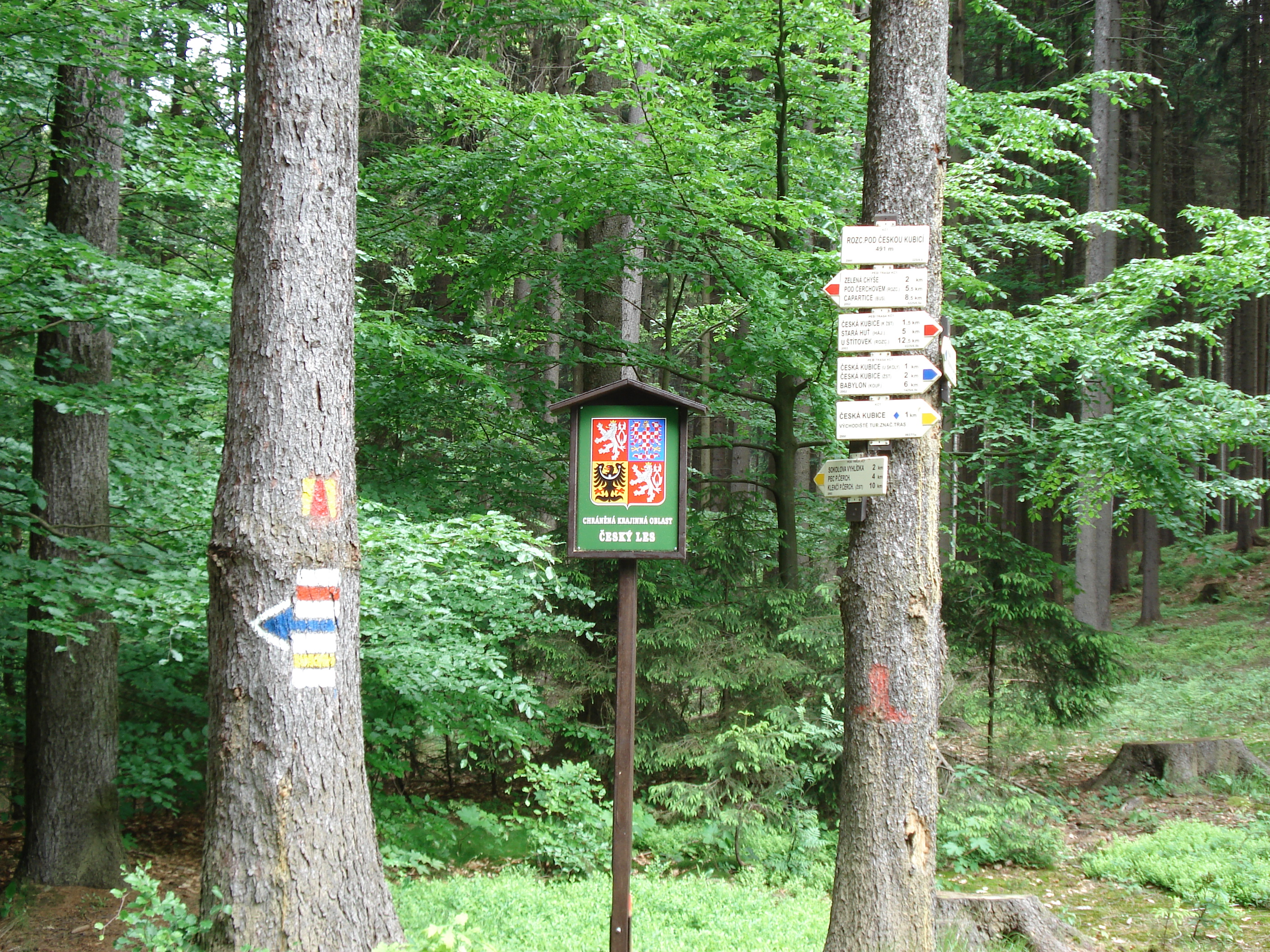
Panneau à l'entrée de la zone protégée des Český les

## Transports
Par la route, Halže se trouve à 7 km de Tachov, à 68 km de Plzeň  et à 164 km de Prague. 